# Michèle Tichawsky
Michèle Tichawsky (* 1962) ist eine deutsche Schauspielerin und Synchronsprecherin.

## Leben
In Film und Fernsehen spielte Tichawsky Marion Krachts Freundin in Christian und Christiane (1982), neben Ulrich Tukur in Die Story (1984), in Reinhard Hauffs Simmel-Verfilmung Mit den Clowns kamen die Tränen (1990), in der Serie Büro, Büro und als Amelie neben Ralph Herforth in Always Crashing in the Same Car (2002). Am Theater spielt sie in München in Arbeiten von Jo Vossenkuhl (Wittgensteins Horrortrip, Hamletmaschine, Katman, Der Bär). Weitere Theaterrollen hatte sie in Vor dem Regen und Sleeping around.
Als Synchronsprecherin spricht sie unter anderem für Serien wie Die Simpsons (ebenfalls im Kinofilm) und Sailor Moon, in Hörspielen (Kleine Fische) und Computerspielen (You Don’t Know Jack 3: Abwärts!).

## Filmografie (Auswahl)
- 1985: Zuckerbaby

## Synchronrollen (Auswahl)

### Filme
- 1983: Die Story
- 1993: Sam Jenkins in Twenty Bucks – Geld stinkt nicht oder doch? als Anna Holiday
- 1995: Sandy Byrd in Candyman 2 – Die Blutrache als Frau im Buchladen
- 1996: Katherine LaNasa in Jack Reed: Gnadenlose Jagd als Tiffany
- 1996: Maria Cabibi in Familienmord als Empfangsdame
- 1997: Catherine Lloyd Burns in Die Kriegsmacher als Amelia Sims
- 1998: Danielle Brett in Düstere Legenden als Blakes Mitstudentin
- 1998: Famke Janssen in Speedrider – Die Jagd nach dem Wunderauto als Claudia Haggs
- 1999: Linda Hart in Insider als Mrs. Wigand
- 2000: Satomi Hanamura in Battle Royale als Yûka Nakagawa
- 2002: Wanda De Jesús in Ghosts of Mars als Akooshay
- 2004: Jill Krop in Blade: Trinity als TV–Reporterin
- 2005: Victoria Bartlett in Slipstream – Im Schatten der Zeit als Gillian
- 2006: Takako Honda in Pokémon 9 – Pokémon Ranger und der Tempel des Meeres als Meredith
- 2007: Bonnie Aarons in Ich weiß, wer mich getötet hat als Fat Teena
- 2007: Sonya Eddy in Leprechaun 6: Back 2 tha Hood als Yolanda
- 2008: Leticia Tish Cyrus in Hannah Montana & Miley Cyrus: Best of Both Worlds Concert als Tish Cyrus
- 2009: Veronica Cartwright in Neowolf als Mrs.Belakov
- 2010: Vinciane Millereau in Sarahs Schlüssel als Nathalie Dufaure
- 2012: Liza Colón–Zayas in Um Klassen besser als Yvonne
- 2013: Bernadette Quigley in The Suspect als Meredith
- 2014: Barbara Eve Harris in Lost in Toronto als Patricia
- 2014: Sofie Lassen-Kahlke in Pixy, der kleine Wichtel als Frau Knudsen
- 2015: Tara Fitzgerald in Kind 44 als Inessa Nesterova
- 2015: Rhoda Griffis in Magic Mike XXL als Julia
- 2016: Sonya Eddy in Dorfman in Love als Lil’ G

### Serien
- 1992: Barbara Belmonte in Eine schrecklich nette Familie als Silky
- 1993: Chelsea Altman in Law & Order als Celeste Adams
- 1999: Susan Leslie in Verrückt nach dir als Bobbys Schwester
- 1999–2010: April Stewart in South Park als Carol McCormick (1. Stimme)
- 2000: Sonya Eddy in Hör mal, wer da hämmert als Gayle
- 2008: Jane Seymour in How I Met Your Mother als Professor Lewis
- 2011: Serena Williams in The Game als Serena Williams
- 2014: Tracey Ullman in How I Met Your Mother als Genevieve Scherbatsky
- 2016: Da’Vine Joy Randolph in This Is Us – Das ist Leben als Tanya
- 2016: Valerie Pattiford in The Blacklist als Charlene Cooper
- 2016: Miho Wataya in Schwarzesmarken als Paule Meyer
- 2017: Yuu Shimamura in Miss Kobayashi’s Dragon Maid als Saikawas Mutter
- 2017: France Perras in The Good Doctor als Jen Clavet
- 2017: Margaret Knapp in Chicago Justice als Nancy Nichols
- 2017: Deborah Kara Unger in Kevin Can Wait als Denise
- 2019: Thanyia Moore in Pure als Kwine
- 2019–2020: Diana-Maria Riva in Dead to Me als Detective Ana Perez
- 2020: Jen Kober in Tagebuch einer zukünftigen Präsidentin als Ms. Gregory